# Der naturen bloeme

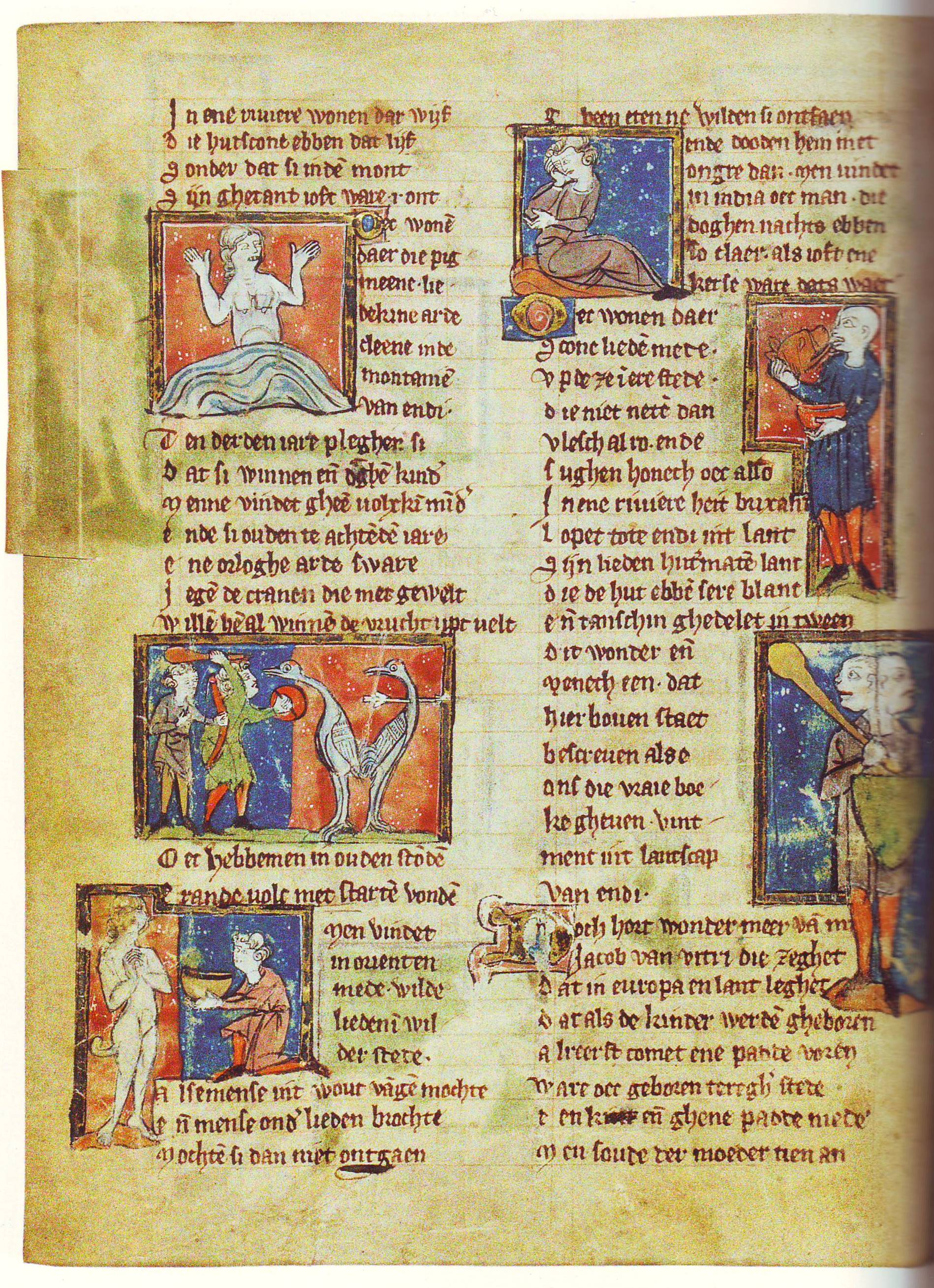
Der naturen bloeme, Detmold LB 70, f12r

Der naturen bloeme is een Middelnederlandse bewerking van de hand van Jacob van Maerlant, van het Liber de natura rerum, een encyclopedie over alles wat in de natuur te vinden is, samengesteld in het tweede kwart van de 13e eeuw door Thomas van Cantimpré. Maerlant zelf dacht, zoals velen in zijn tijd, dat het boek van de hand van de grote Duitse geleerde Albertus Magnus was. Der naturen bloeme is de eerste tekst in dit genre die in het Middelnederlands bewaard is gebleven.

## Maerlants model
Tussen 1230-1245 stelde Thomas van Cantimpré, een Brabantse dominicaan en leerling van Albertus Magnus, een encyclopedie samen, het Liber de natura rerum (Boek over de natuur der dingen). Daarin beschreef hij de mens, het dierenrijk, de flora, kostbare stenen, metalen, astronomische fenomenen, weersverschijnselen, maar ook fantasiecreaturen die onbekende aardstreken zouden bevolkt hebben. Aangezien zijn doelpubliek, de adel en de burgerij, vrij verschillend was van het doelpubliek van Thomas van Cantimpré, een geestelijk intellectueel publiek, heeft Maerlant zijn vertaling een stuk toegankelijker gemaakt dan het origineel en sterk ingekort. Het werk van Cantimpré bestond origineel uit 19 boeken waar later een boek werd aan toegevoegd. Maerlant zou bij het schrijven van Der naturen bloeme, in tegenstelling tot zijn normale manier van werken, bijna uitsluitend gebruik gemaakt hebben van het Liber de natura rerum.

## Der naturen bloeme
Van het werk van Thomas van Cantimpré zijn drie redacties overgeleverd. Maerlant gebruikte daarvan de tweede. Jacob van Maerlant schreef zijn Der naturen bloeme (over het mooiste in de natuur) weliswaar in Damme, maar hij werkte in opdracht van heer Niclaus van Cats waarschijnlijk in 1271-1272, de proloog zou er kort na 1272 aan toegevoegd zijn. Niclaus van Cats was heer van Noord-Beveland en had een belangrijke positie aan het hof van Floris V.
Jacob van Maerlant volgde voor zijn werk de structuur die opgezet was door Thomas van Cantimpré. Die had zijn Speculum Historiale onderverdeeld in 20 boeken. Maerlant verdeelde de tekst over 13 boeken, voor de rest hield hij de oorspronkelijke structuur in grote lijnen aan. In de tabel hieronder vindt men de lijst van boeken in het werk van Maerlant (boek, aantal verzen en titel):
- 1-158, proloog;
- I, 159–658: menselijke levensstadia en fabelachtige mensenrassen;
- II, 659–4692: viervoetige dieren;
- III, 4693–8368: vogels;
- IV, 8369–9471: zeemonsters;
- V, 9472–10607: vissen;
- VI, 10608–11485: slangen;
- VII, 11486–12539: wormen (insekten);
- VIII, 12540–13503: gewone bomen;
- IX, 13504–14145: specerijbomen;
- X, 14146–14851: geneeskrachtige kruiden;
- XI, 14852–15043: vermaarde bronnen;
- XII, 15044–16518: waardevolle stenen;
- XIII, 16519–16681: metalen.

Bij Thomas begon boek I met een uitgebreid deel over de menselijke anatomie dat bij Maerlant volledig weg viel. Ook het boek II van Thomas over de ziel werd door Maerlant weggelaten en Boek III van Thomas over de 'fabelachtige mensenrassen' werd samengevoegd met boek I. Vanaf Boek IV (Thomas, Boek II bij Jacob) tot Boek XV (Thomas, Boek XIII bij Jacob) lopen de onderwerpen parallel. De laatste vier boeken van Cantimpré (Planeten, Lucht, De vier elementen, Hemelornamenten) werden door Maerlant weggelaten. Ook de door Maerlant bewaarde boeken werden sterk ingekort, Cantimpré wou een zo volledig mogelijke encyclopedie schrijven terwijl Maerlant zich beperkte tot een bloemlezing. Wat Maerlant systematisch wegliet uit de teksten waren de uiteenzettingen over theologische verbanden, etymologie, humorenleer, anatomie, metallurgische eigenschappen en de voortplanting. Van de zuiver wetenschappelijke lemma's heeft Maerlant niets overgenomen.
Anderzijds deed Maerlant ook toevoegingen. Dikwijls voegde hij verklarende verhalen toe aan bepaalde lemma’s om een en ander te verduidelijken, maar hij voegde ook lemma's toe die bij Cantimpré niet voorkomen zoals de beschrijving van de steensoort 'alabaustus'
Wat Maerlant ook duidelijk deed was zijn tekst verpreutsen ten overstaan van de Latijnse tekst. In zijn beschrijving van het seksuele gedrag van dieren was Thomas van Cantimpré vrij expliciet, bij Maerlant is daarvan nagenoeg niets terug te vinden.

## Verspreiding
De tekst van Maerlant kende in de middeleeuwen een grote verspreiding. Er zijn elf volledige exemplaren, waarvan zeven geïllustreerde, en acht fragmentarische handschriften overgeleverd. De autograaf van Van Maerlant is tot op heden niet teruggevonden. De bewaarde handschriften kunnen in twee families gegroepeerd worden. De eerste familie bevat het Detmoldse (handschrift D), Lippische Landesbibliothek, nr. 70, gekopieerd in 1287 en het sterk verbrabantste handschrift bewaard in de Koninklijke Bibliotheek van België te Brussel (handschrift B). Dat laatste is van het begin van de 14e eeuw wat beduidt dat beide teruggaan op een verloren tussenstap, misschien de autograaf. De tweede familie bestaat uit twee subfamilies, enerzijds de Münchense fragmenten (M), Bayerische Staatsbibliothek, Cod. germ. 5249/79, uit het vierde kwart van de 13e eeuw en het Leidse handschrift (handschrift L), hoewel dit geen afschrift is van M. De tweede groep bestaat uit de handschriften bewaard in de Koninklijke Bibliotheek (Nederland), Den Haag (handschriften A en V). Tussen M en A en V liggen minstens twee tussenschakels die niet bewaard zijn gebleven.

## Handschriften
Hierbij een lijst van de bewaarde handschriften
- A, Koninklijke Bibliotheek (Nederland), KA 16
- Al, Dyckse handschrift, UB Münster, codex NR 381
- B, Koninklijke Bibliotheek van België, KB 19546
- Br, Stadtbibliothek, Bremen, Ms. 39
- D, Detmoldse handschrift, Lippische Landesbibliothek, Mscr. 70
- H, Staats- und Universitätsbibliothek, Hamburg, , Philol. germ. 19 in scrinio
- J/W, Staatsbibliothek zu Berlin, Berlijn, Ms. germ. fol. 52 en Österreichische Nationalbibliothek, Wenen, 13.440, vormen samen één origineel handschrift
- L, Universiteitsbibliotheek Leiden, BPL 14 A [8]
- Lo, British Library, Add MS 11390
- V, Koninklijke Bibliotheek (Nederland), 76 E 4,
- Wo, Herzog August Bibliothek, Wolfenbüttel, 58. 7 Aug. 2o

## Galerij

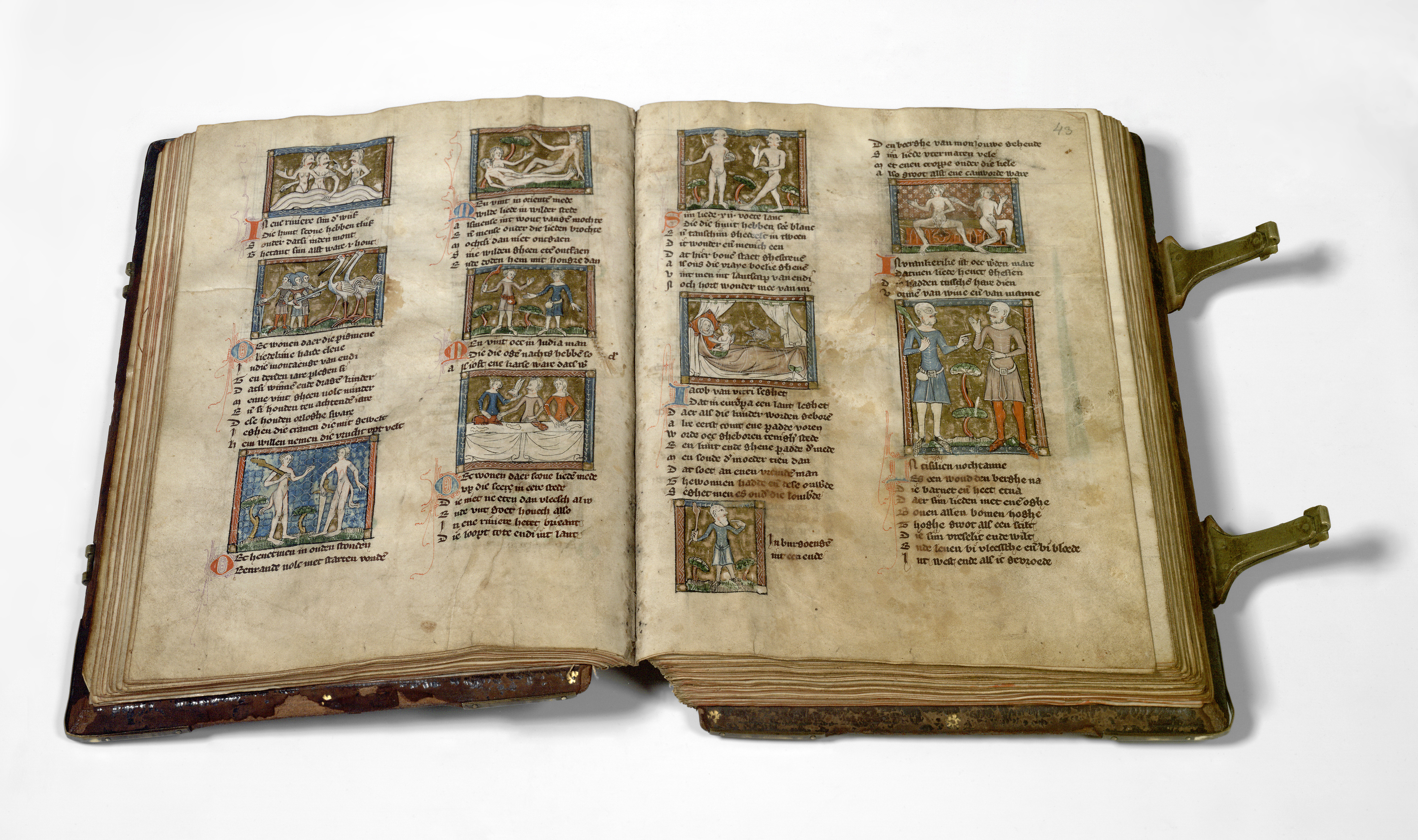
Opening 042v-043r, Handschrift A, KB KA 16
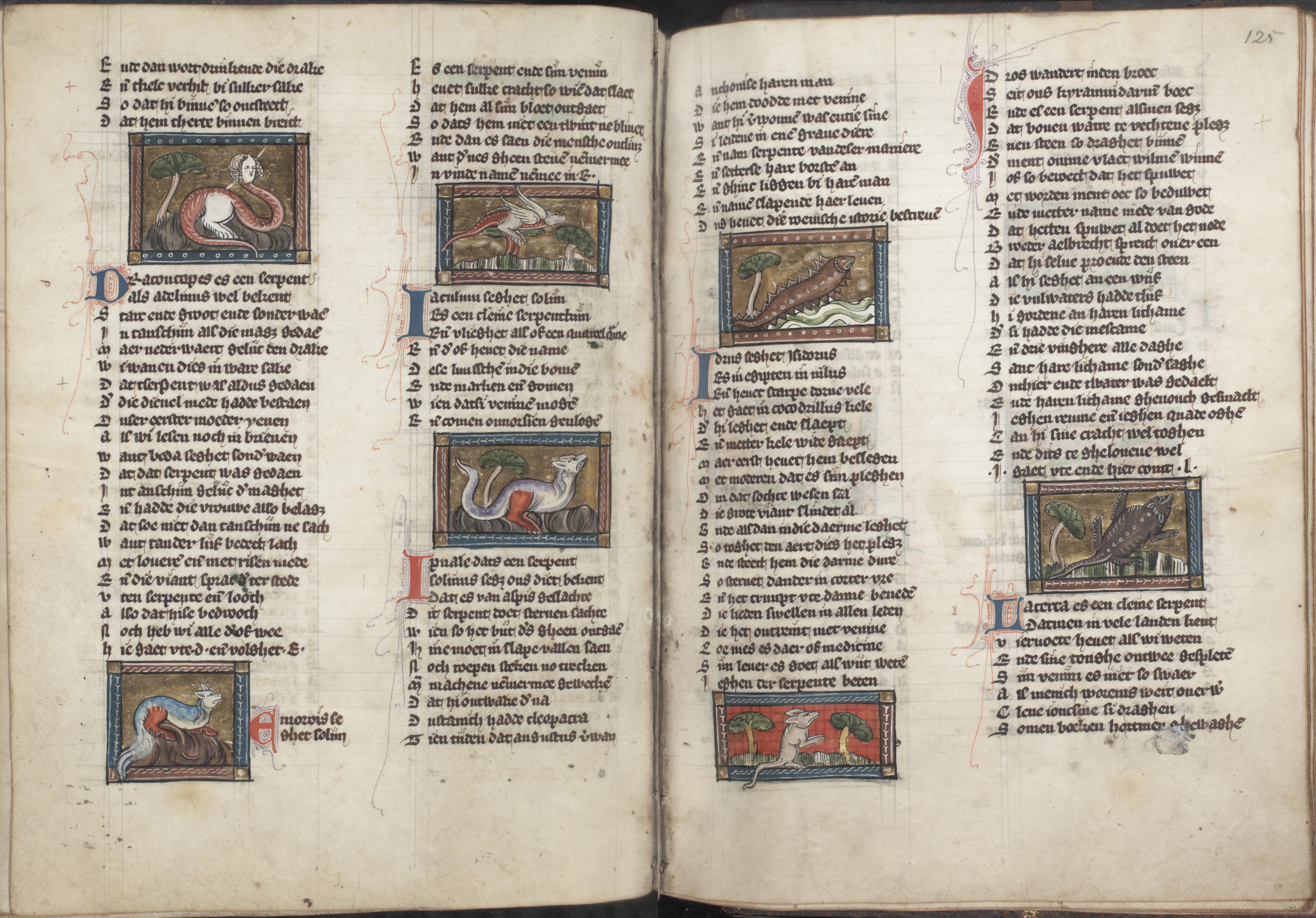
Opening 124v-125r, Handschrift A, KB KA 16
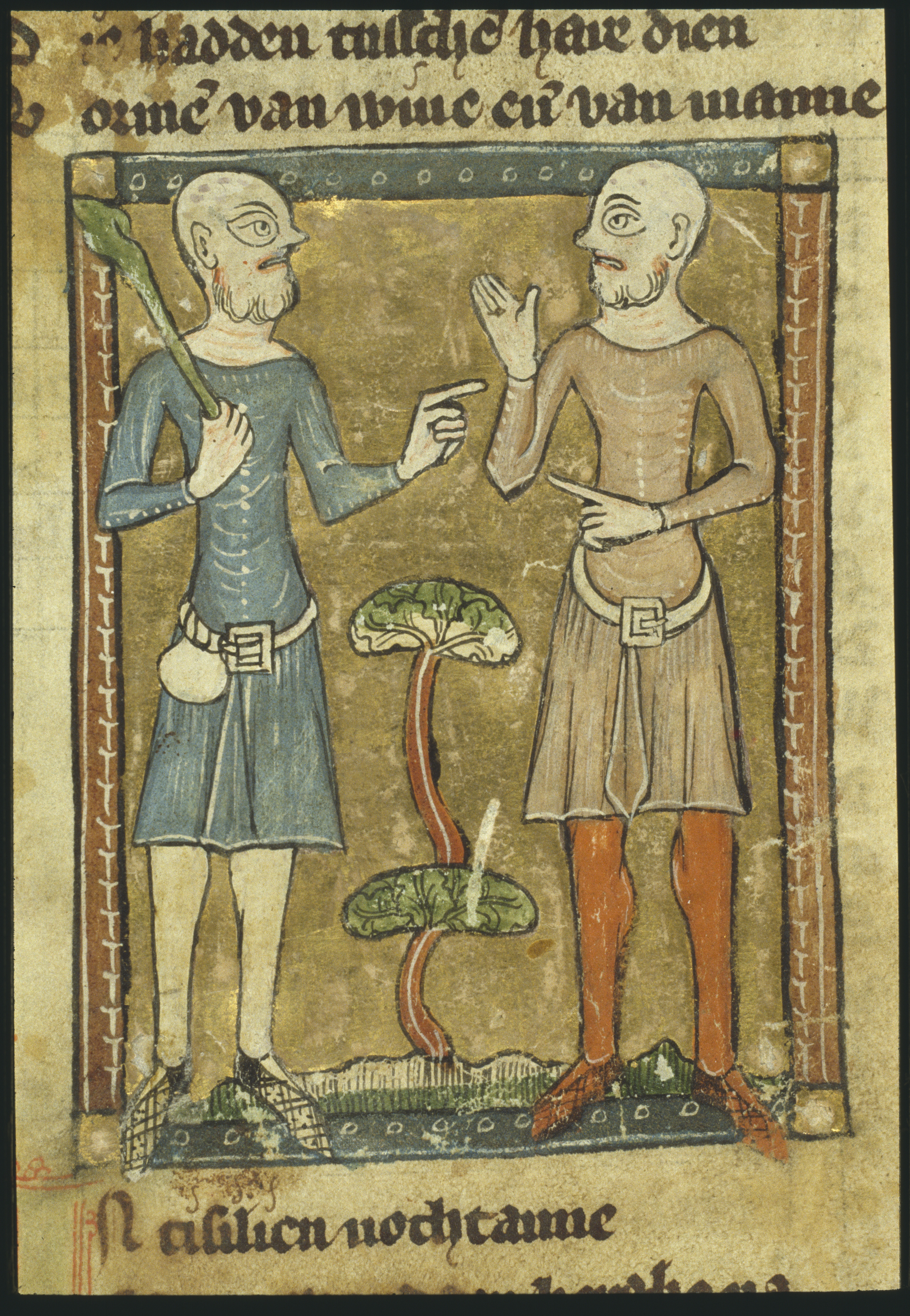
Cyclopen van Sicilië - miniatuur uit Handschrift A, KB KA 16
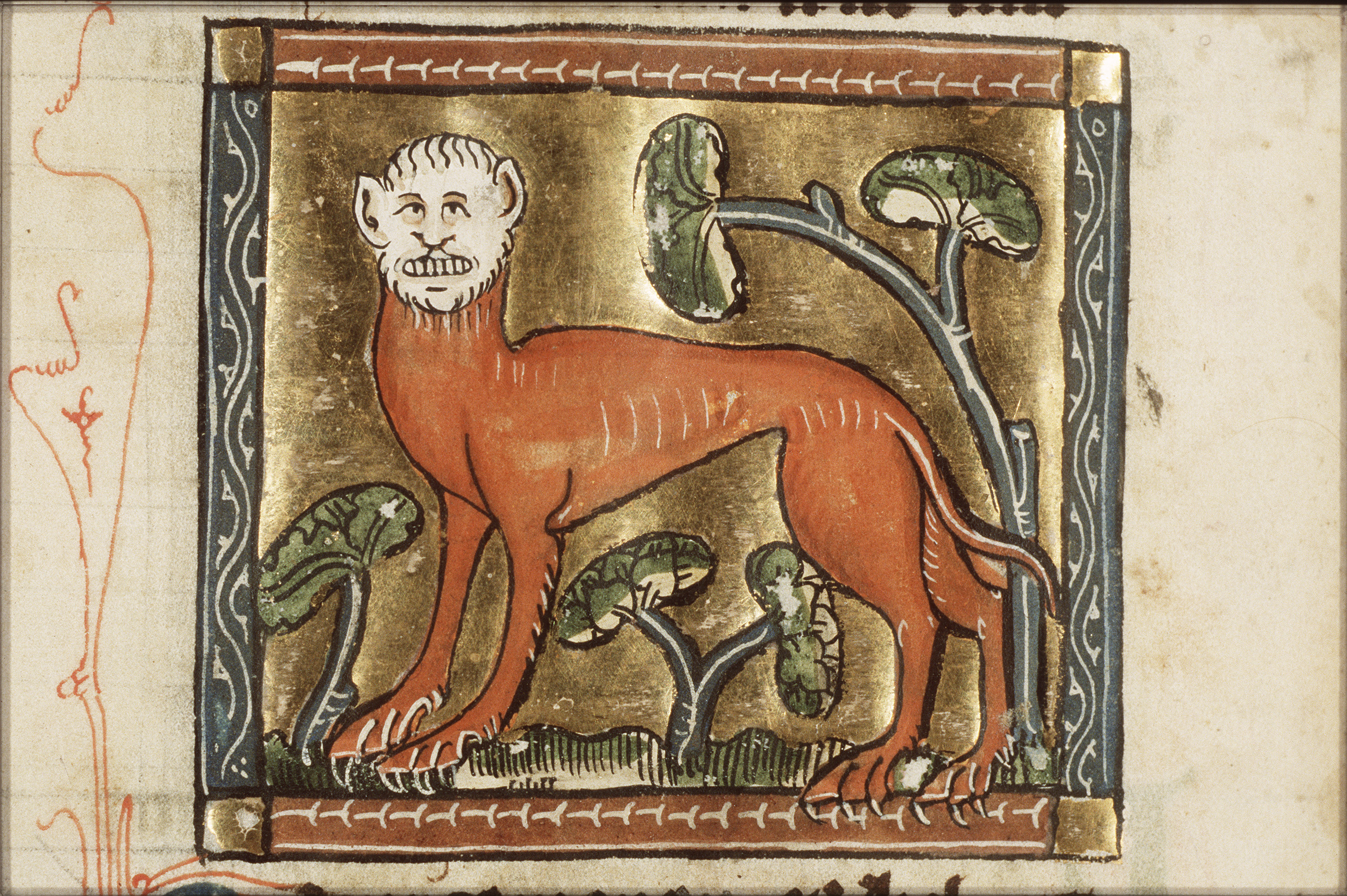
Mauricomorion - miniatuur uit Handschrift A, KB KA 16
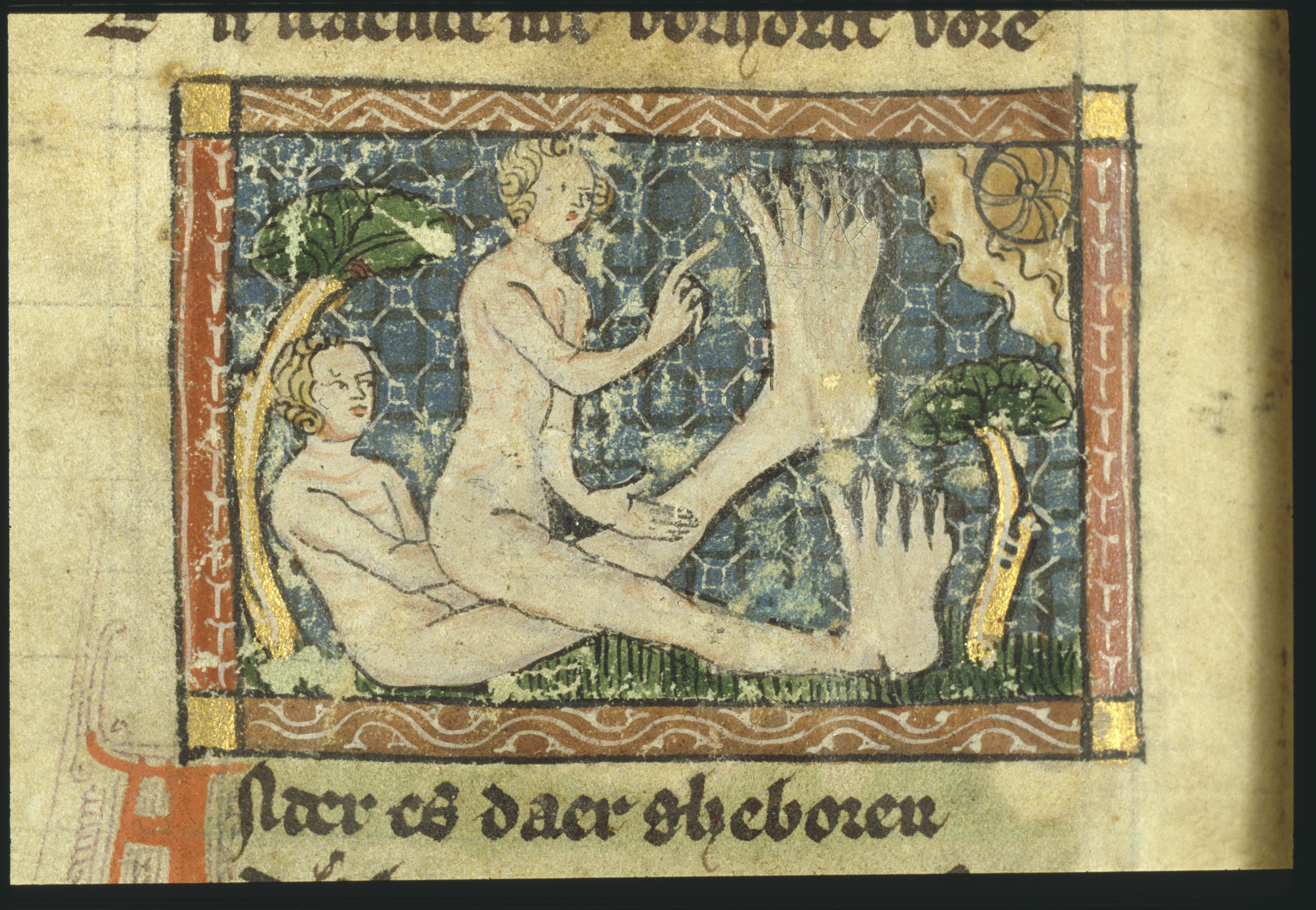
Volk met één voet - miniatuur uit Handschrift A, KB KA 16
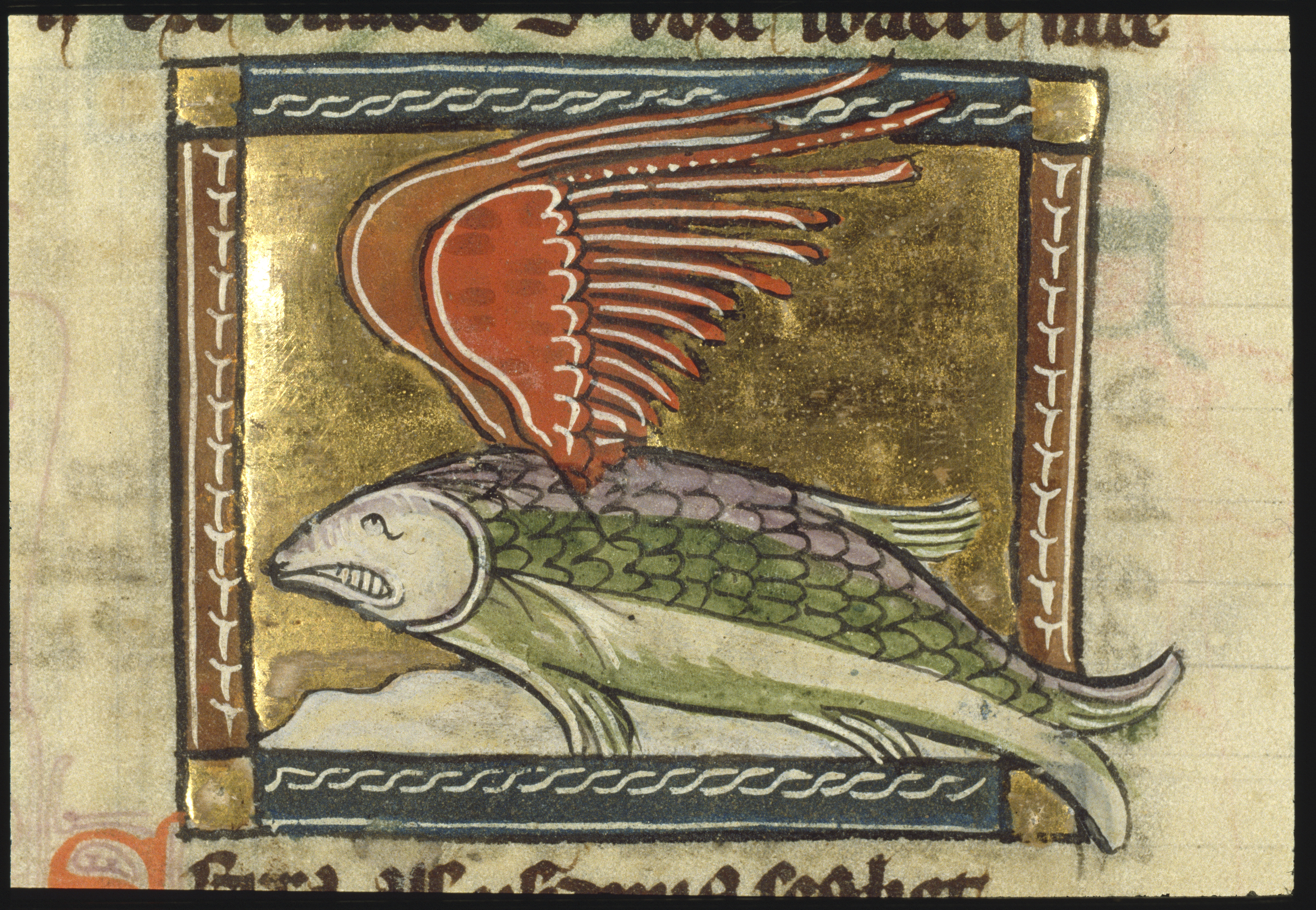
Serra (zaagvis) - miniatuur uit Handschrift A, KB KA 16